# Port Antonio
Port Antonio è una città della Giamaica, capoluogo della parrocchia di Portland, sul litorale nord-est dell'isola.
Distante circa 100 km da Kingston, conta una popolazione di 14 400 abitanti (2005) e possiede il terzo porto commerciale più grande dell'isola, famoso come punto di trasporto per le banane e le noci di cocco.
Port Antonio è una delle attrazioni turistiche più importanti della Giamaica e il turismo è la principale risorsa dell'economia locale.

## Storia
Verso la fine del XVI secolo la baia fu raggiunta dagli spagnoli che le diedero il nome di Puerto Anton, ma furono gli inglesi che nel 1723 vi stabilirono un primo insediamento che chiamarono Titchfield con un forte costruito nel 1729.
Il villaggio si spopolò relativamente presto a causa delle epidemie dovute alle paludi vicine e alle incursioni dei predoni detti maroon.
Successivamente, fatta la pace con i maroon, i coloni avviarono varie coltivazioni, tra cui quella della banana.
Il commercio delle banane si sviluppò con l'arrivo nel 1871 di Lorenzo Dow Baker, grande commerciante di frutta e proprietario della Boston Fruit Company, contribuendo in maniera determinante all'economia della città.
In breve tempo Port Antonio divenne la capitale mondiale delle banane, ed il suo porto aveva una movimentazione settimanale di merci maggiore a quella del porto di Liverpool.
Dopo il 1880, Dow Baker iniziò il trasporto di ricchi turisti sull'isola, sfruttando le sue navi bananiere che ivi giungevano vuote dalla costa nord-orientale degli Stati Uniti d'America.
La malattia di Panama, un fungo che colpisce i banani provocandone l'essiccamento, arrestò il commercio delle banane intorno al 1930, ma grazie all'arrivo del divo del cinema Errol Flynn, che trascinò con sé numerose altre celebrità dell'epoca, la città conobbe l'impulso dato dal turismo.
Negli anni sessanta, intorno alla spettacolare insenatura di Frenchman's cove, nacquero resort e ville di lusso per ospitare il jet-set di tutto il mondo.

## Baia
Due porti gemelli, separati dalla Titchfield Peninsula, racchiudono il centro cittadino.
A 800 metri circa al largo della penisola si trova la Navy Island separata dalla terra da uno stretto canale.
Quest'isola era utilizzata dalla marina inglese come bacino di carenaggio, e fu acquistata da Errol Flynn che vi costruì la sua casa.

## Città
Attualmente la città conserva lo stile coloniale di impronta inglese nella zona della marina, mentre l'abitato è tipicamente caraibico.
Ad est di Port Antonio si sviluppano le zone residenziali con ville e hotel di lusso sulle splendide spiagge.
Il centro della città di Port Antonio si trova presso la Main Square, dove c'è la torre dell'orologio e il tribunale in stile georgiano con cupola.
Ad ovest di Port Antonio square si trova il Musgrave Market, costruito su grandi colonne calcaree.
Notevole la Christ Church, di rito anglicano, una piccola chiesa in stile neo-romanico costruita nel 1840.

## Spiagge
- Blue Lagoon

Non è una laguna bensì una profondissima insenatura, di probabile origine vulcanica. Si fa pubblicità come laguna dove è stato girato il famoso film Laguna blu con Brooke Shields , ma in realtà il film è stato girato da tutt'altra parte (Champagne Bay, Vanuatu). Vi è stato invece girato Club Paradise, con Robin Williams (1986) , che utilizza anche come set la bellissima Winnifred Beach, sempre nelle vicinanze.
- Frenchman's cove

Una delle spiagge più belle della zona a est di Port Antonio, tipicamente caraibica con un ruscello di acqua dolce che si getta lentamente in mare.
- Dragon Bay

Suggestiva insenatura a est della Blue Lagoon, dista 11 chilometri da Port Antonio, ed è il luogo dove Roger Donaldson ha girato il film Cocktail con Tom Cruise.

## Galleria d'immagini

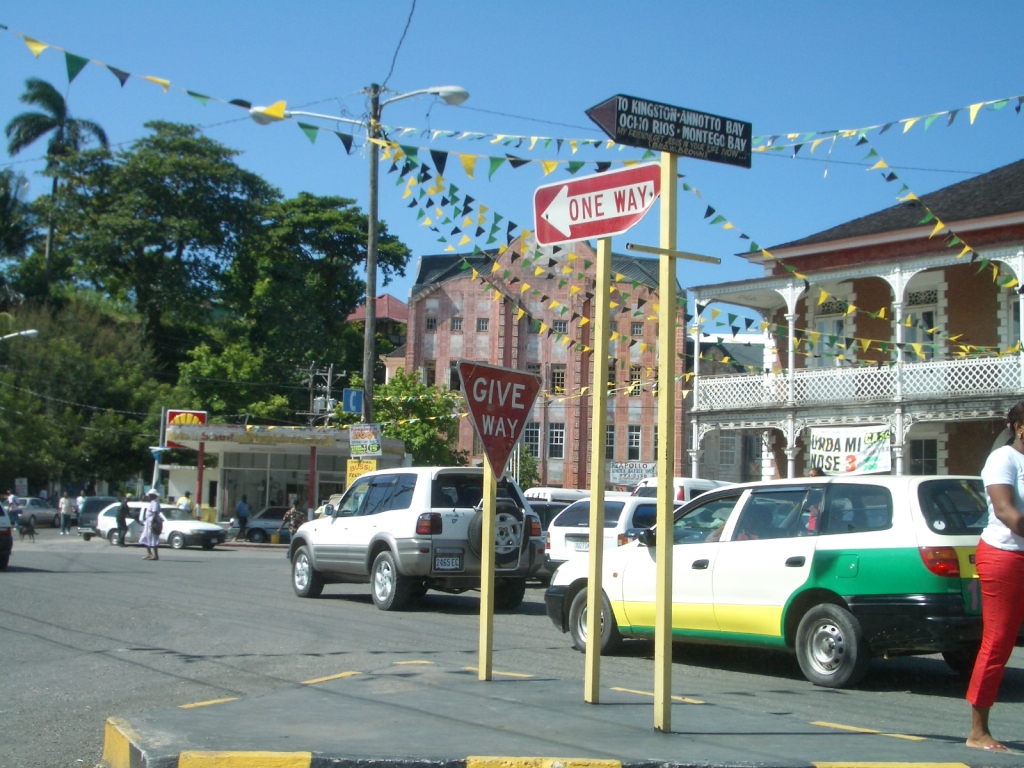
Centro della città
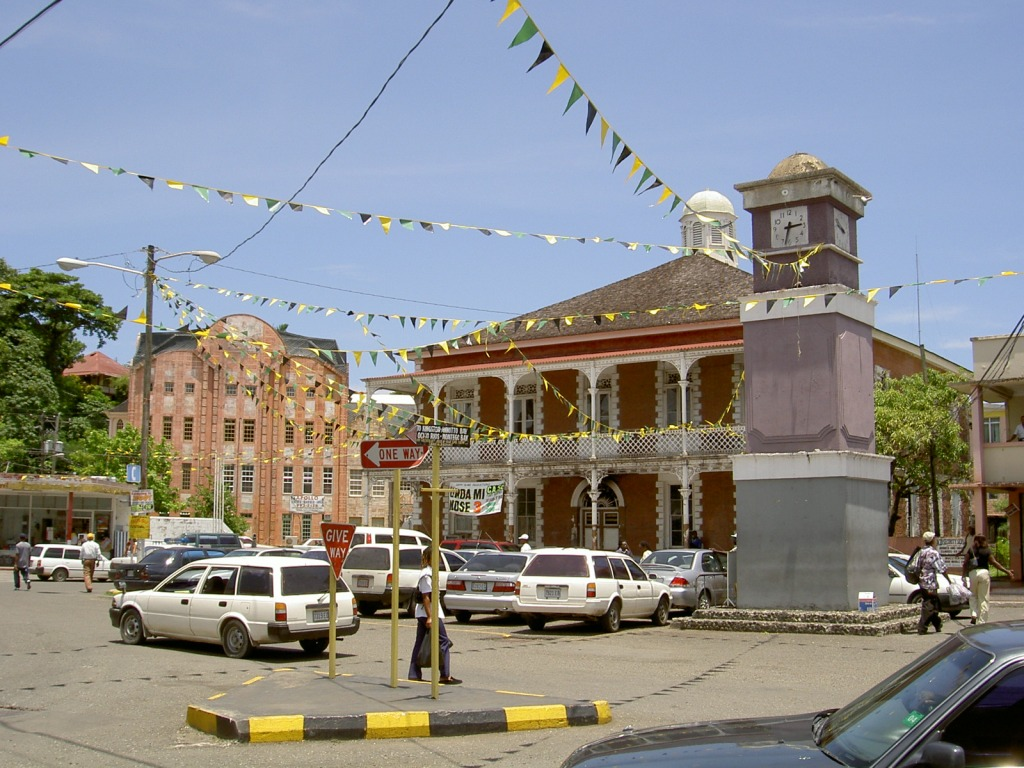
Centro della città
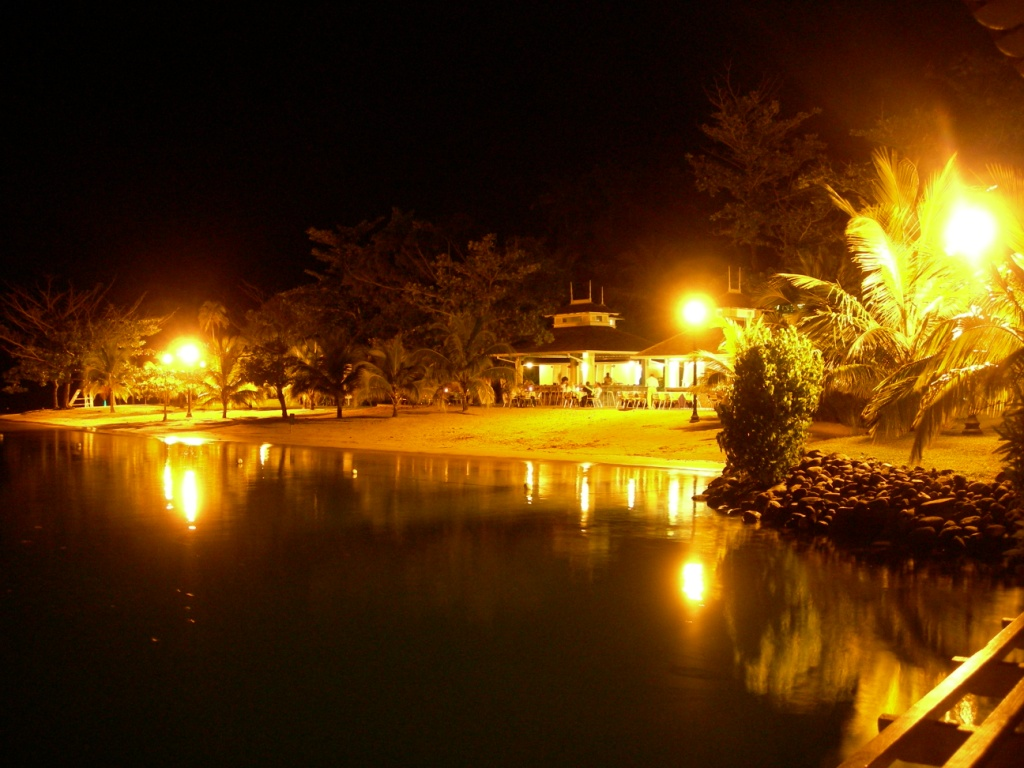
la marina di notte
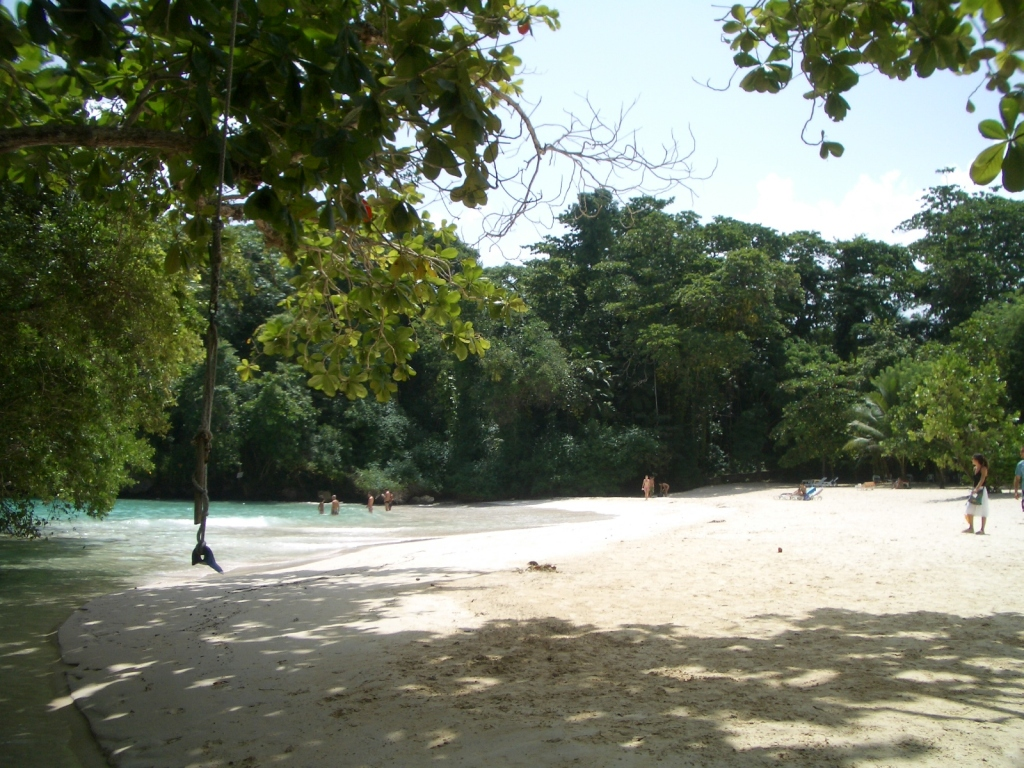
la spiaggia Frenchman's cove
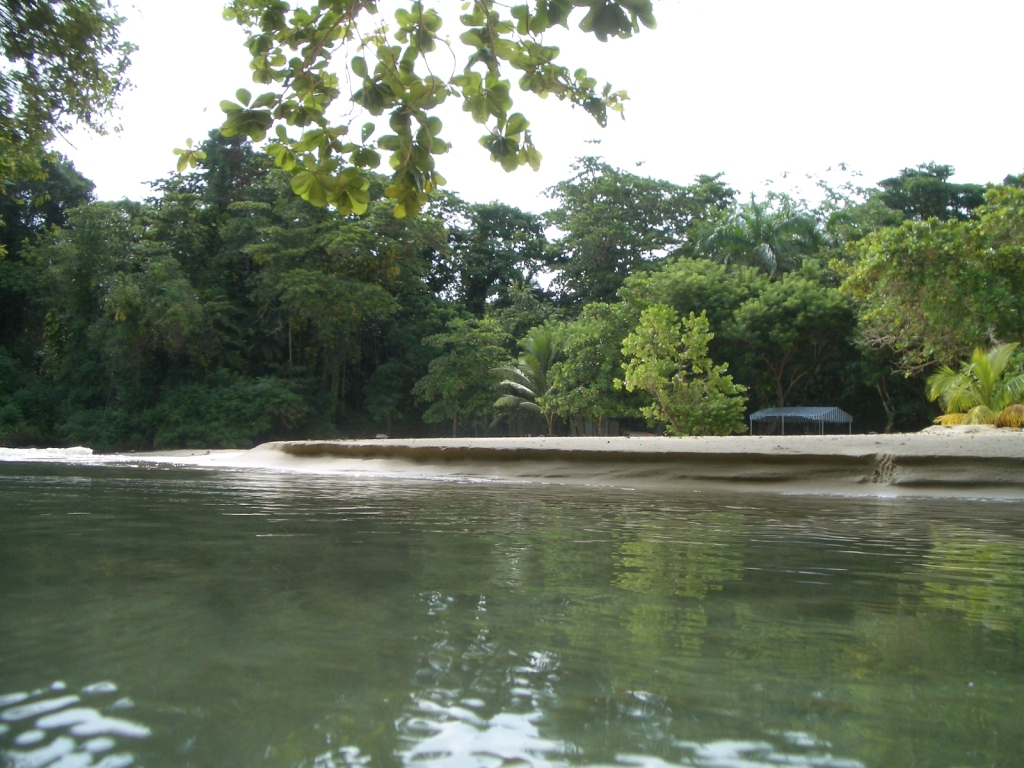
la spiaggia Frenchman's cove
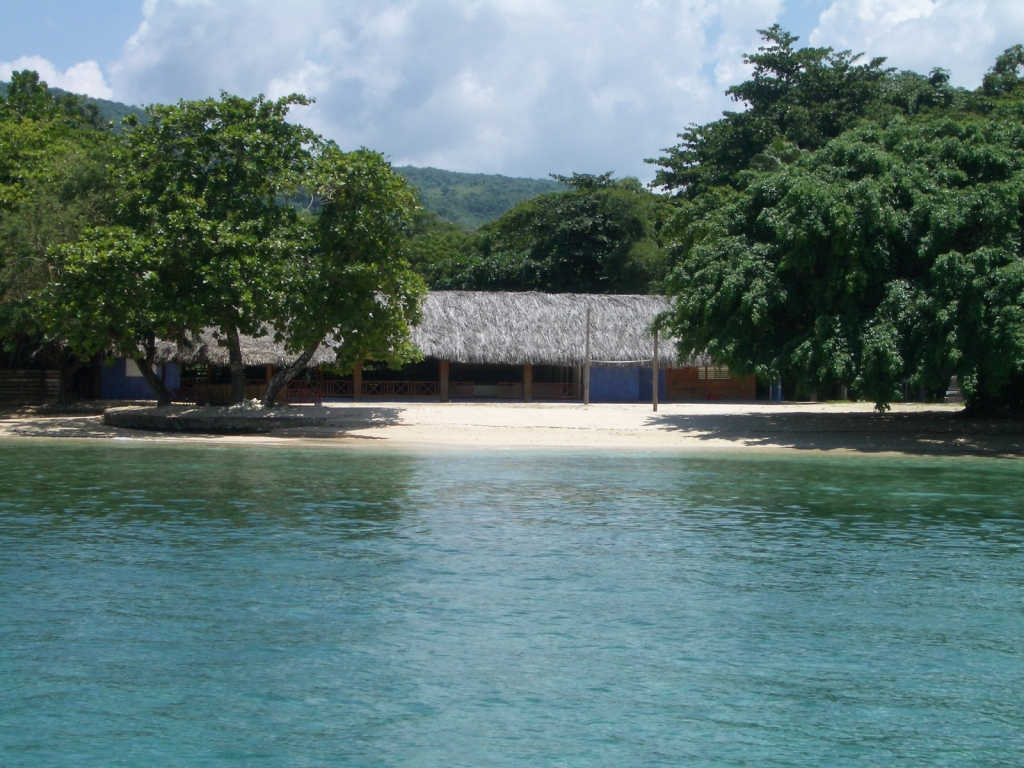
la spiaggia Dragon Bay
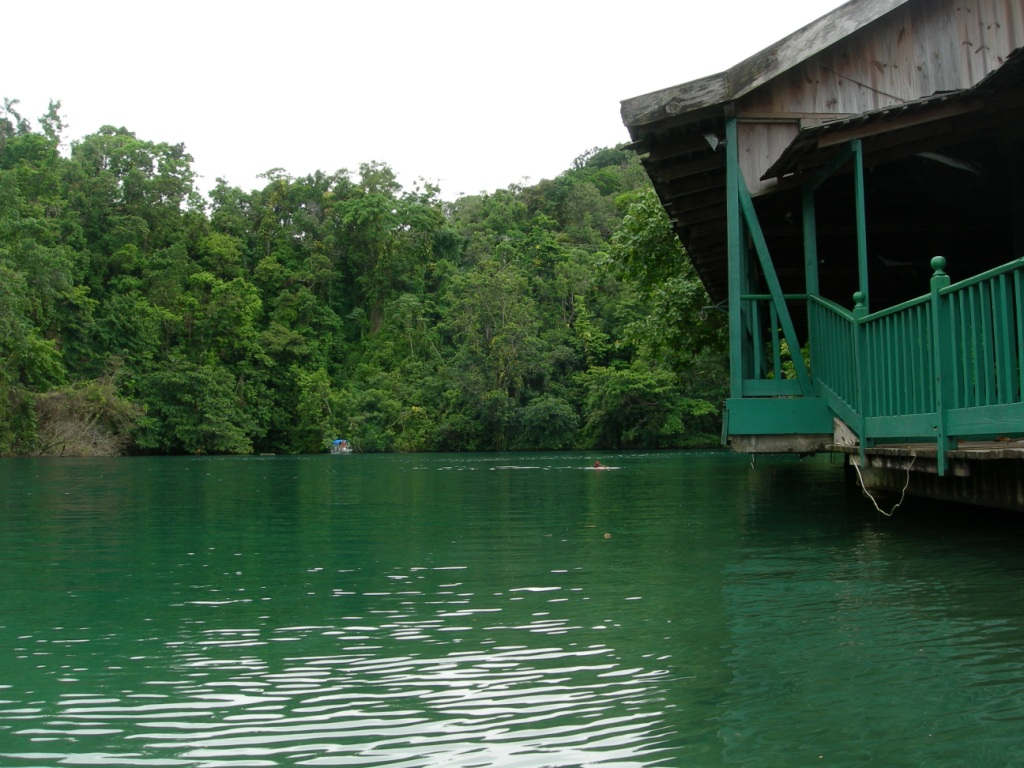
la laguna blu
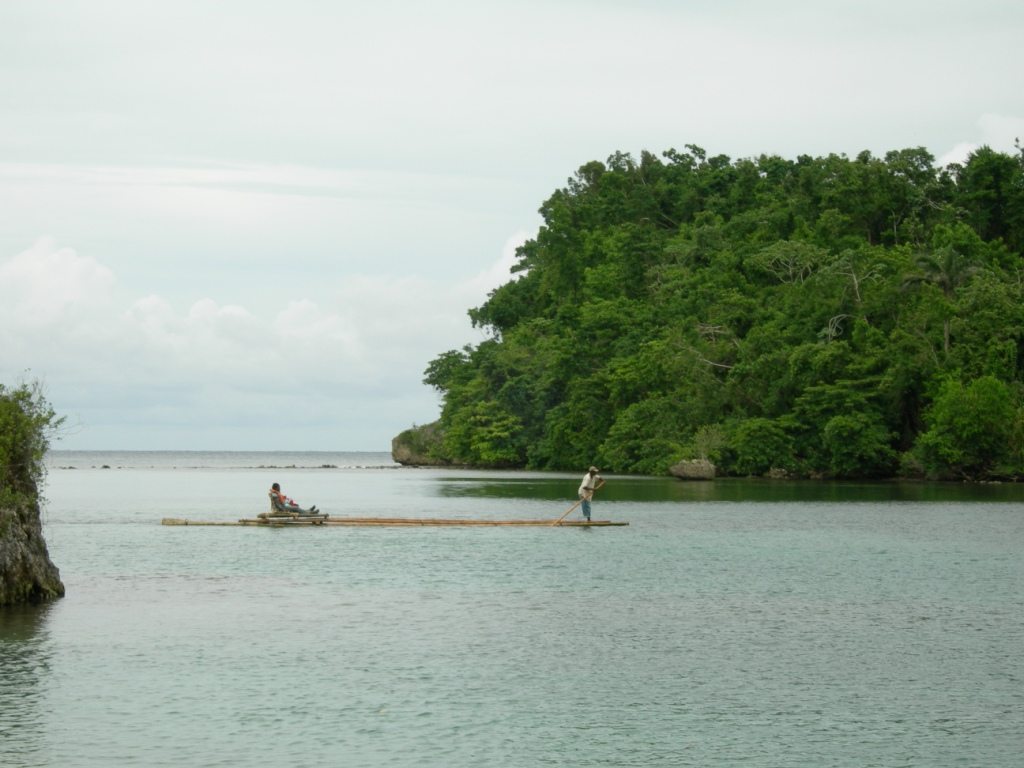
la laguna blu